# Andrea Roda

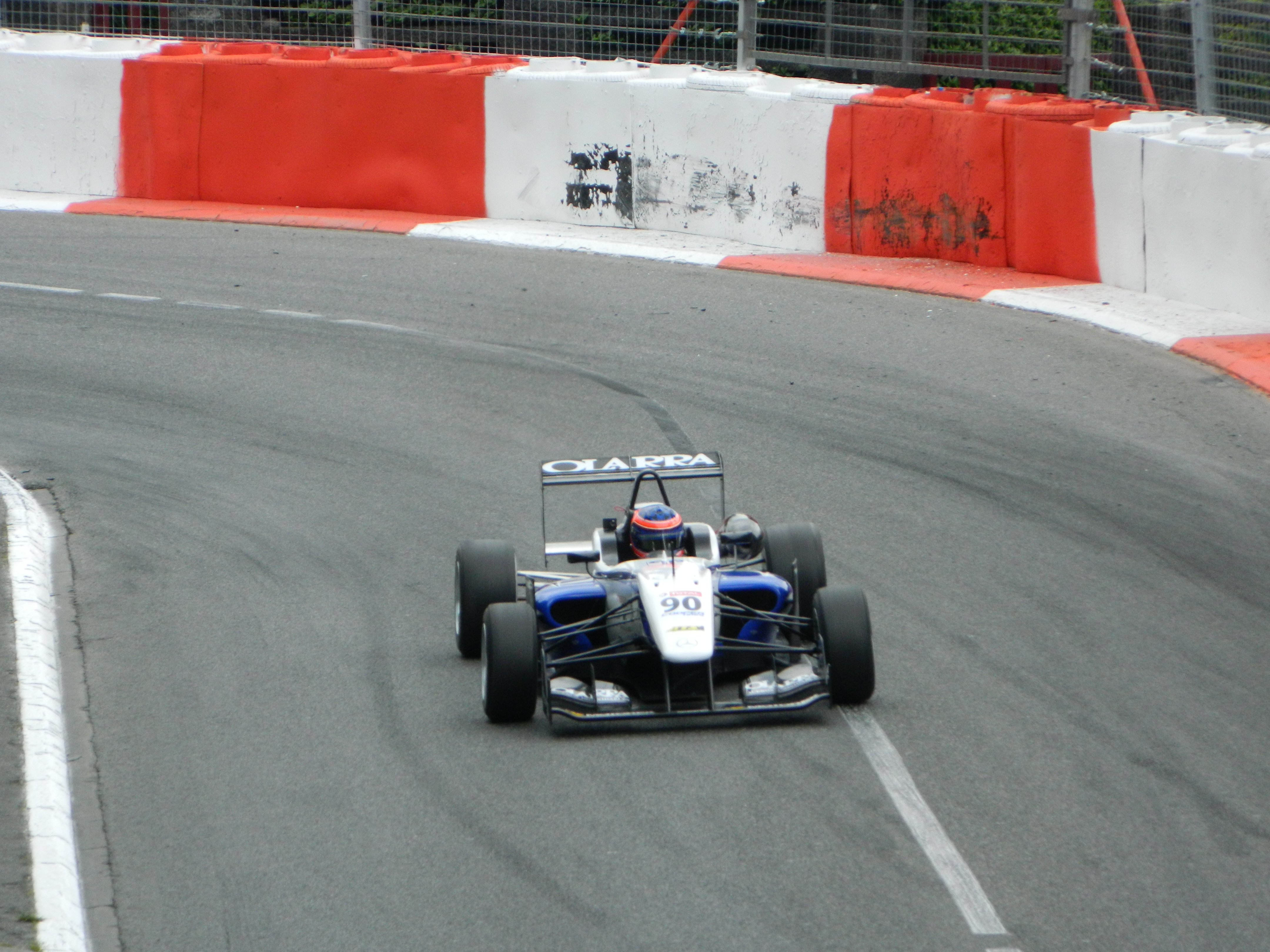
Andrea Roda in der Formel-3-Euroserie 2012

Andrea Roda (* 11. April 1990 in Como) ist ein italienischer Automobilrennfahrer. Er startete 2013 und 2014 in der Auto GP. Er ist der Sohn von Gianluca und der Bruder von Giorgio Roda.

## Karriere
Rodas Motorsportkarriere im Formelsport begann 2006 in der italienischen Formel Junior 1600. Im Anschluss an die Saison nahm er an der Winterserie der italienischen Formel Renault für Tomcat Racing teil. 2007 blieb Roda bei Tomcat Racing und startete in der italienischen Formel Renault, wo er punktelos blieb. Darüber hinaus nahm er an je vier Rennen der Schweizer Formel Renault und der Winterserie der italienischen Formel Renault teil. 2008 bestritt Roda eine weitere Saison für Tomcat Racing in der italienischen Formel Renault. Er holte erstmals Punkte und wurde 26. in der Fahrerwertung. 2009 wechselte Roda innerhalb der italienischen Formel Renault zum BVM Minardi Team. Mit einer Podest-Platzierung verbesserte er sich auf den zwölften Platz in der Fahrerwertung. Darüber hinaus nahm er für den Rennstall an drei Veranstaltungen des Formel Renault 2.0 Eurocups teil und trat als Gaststarter zu einer Veranstaltung der internationalen Formel Master an.
2010 wechselte Roda in die italienische Formel-3-Meisterschaft zu RC Motorsport. Er beendete seine Debütsaison auf dem 22. Rang. 2011 wechselte er innerhalb der Rennserie zum Prema Powerteam. Während seine Teamkollegen Michael Lewis und Raffaele Marciello die Plätze zwei und drei belegten, verbesserte sich Roda auf den zwölften Rang der Fahrerwertung. 2012 erhielt Roda bei Jo Zeller Racing ein Cockpit für die Formel-3-Euroserie und er war zudem in der europäischen Formel-3-Meisterschaft punkteberechtigt. Roda wurde 13. in der Formel-3-Euroserie und Zwölfter in der europäischen Formel 3.
Zur Saison 2013 wechselte Roda in die Auto GP zu Virtuosi Racing UK. Mit zwei vierten Plätzen als beste Resultate erreichte er den zwölften Gesamtrang. Intern setzte er sich damit gegen Max Snegirjow durch. 2014 blieb Roda bei Virtuosi UK und war der einzige Fahrer des Rennstalls, der die komplette Saison bestritt. Roda gewann ein Rennen und stand insgesamt fünfmal auf dem Podium. Er beendete die Saison auf dem vierten Gesamtrang. Außerdem nahm Roda 2014 für Comtec Racing an einem Rennen der Formel Renault 3.5 teil.

## Statistik

### Karrierestationen
| - 2006: Italienische Formel Junior 1600 (Platz 21) - 2006: Italienische Formel Renault, Winterserie - 2007: Italienische Formel Renault - 2007: Schweizer Formel Renault (Platz 29) - 2007: Italienische Formel Renault, Winterserie (Platz 17) | - 2008: Italienische Formel Renault (Platz 26) - 2009: Italienische Formel Renault (Platz 12) - 2009: Formel Renault 2.0 Eurocup (Platz 40) - 2010: Italienische Formel 3 (Platz 22) - 2011: Italienische Formel 3 (Platz 12) | - 2012: Formel-3-Euroserie (Platz 13) - 2012: Europäische Formel 3 (Platz 12) - 2013: Auto GP (Platz 12) - 2014: Auto GP (Platz 4) - 2014: Formel Renault 3.5 (Platz 28) |

### Einzelergebnisse in der Formel Renault 3.5
| Jahr | Team          | 1   | 2   | 3   | 4   | 5   | 6   | 7   | 8   | 9   | 10  | 11  | 12  | 13  | 14  | 15  | 16  | 17  | Punkte | Rang |
| ---- | ------------- | --- | --- | --- | --- | --- | --- | --- | --- | --- | --- | --- | --- | --- | --- | --- | --- | --- | ------ | ---- |
| 2014 | Comtec Racing | MNZ | MNZ | ALC | ALC | MON | SPA | SPA | MOS | MOS | NÜR | NÜR | HUN | HUN | LEC | LEC | JRZ | JRZ | 0      | 28.  |
| 2014 | Comtec Racing |     |     | 18  |     |     |     |     |     |     |     |     |     |     |     |     |     |     | 0      | 28.  |